# Jolette
Jolette Guadalupe Hernández Navarrete (Guadalajara, Jalisco, 21 de enero de 1984), conocida como Jolette, es una cantante y personalidad televisiva mexicana.
En 2005, se dio a conocer como una de los 18 participantes de la cuarta generación de La Academia, un programa de canto de telerrealidad mexicano. En años posteriores y en retrospectiva a su estancia en dicha emisión, la televisora TV Azteca ha sido ampliamente criticada por los momentos en que Jolette fue víctima de ataque físico por sus compañeros y de un grave acoso psicológico por parte sus profesores, jueces y producción.
Entre 2016 y 2022, se desempeñó como presentadora de televisión en programas de televisión como Cuídate de la cámara y Hoy.

## Biografía y carrera

### 1984-2005: primeros años
Jolette Guadalupe Hernández Navarrete nació el 21 de enero de 1984 en Guadalajara, Jalisco, siendo hija de Francisco Javier Hernández y Guadalupe Navarrete, y hermana de Javier y Pablo. Se crio en el vínculo de una familia conservadora y apegada a la religión católica, por lo que su infancia transcurrió como estudiante de instituciones escolares religiosas ortodoxas. De acuerdo a sus padres, desde su niñez y hasta su adolescencia, mostraba una actitud rebelde contra las personas que le pedían o le hacían algo que no era de su agrado. Esto le trajo problemas mientras cursaba su educación secundaria, por lo que era frecuentemente cambiada de los colegios en los que estudiaba, y también provocó que su madre la sometiera a realizarse varios exámenes psicológicos con el fin de poder entender su comportamiento. Los especialistas a los que acudió concluyeron que padecía el síndrome de Marilyn Monroe, depresión infantil y falta de concentración. Jolette por sí misma no aceptó este diagnóstico y lo tomó como erróneo, razón por la cual dejó de asistir a los psicólogos. Además de lo mencionado, por su personalidad inteligentemente emocional, solía ser blanco de acoso escolar por sus compañeros. La relación con sus padres era compleja, ya que con su mamá era muy unida, y con su papá había distanciamiento por su seriedad y el poco afecto que este le mostraba.
Previo a su incursión artística, hizo prácticas profesionales universitarias en un canal de televisión de Guadalajara, tomó clases de teatro con la actriz Ofelia Cano, practicó patinaje artístico y ballet, apareció en la portada de varias revistas, y fue fotografiada por algunos periódicos para las secciones de «sociales».

### 2005-2015:La Academiay conflictos profesionales
A los 21 años de edad, fue elegida en 2005 como una de las participantes de la cuarta generación del programa de canto de telerrealidad La Academia, producido por la televisora TV Azteca. Pesé a haber sido seleccionada por sus aparentes aptitudes para el canto, con el transcurso de la emisión fue demostrando sus debilidades vocales, las cuales los jueces del show expusieron con su presentación de la tercera semana. Posteriormente, comenzó a obtener notabilidad debido a sus actitudes optimistas y rebeldes, hacia sus compañeros de canto, sus profesores, y los críticos, convirtiéndose en una de las concursantes favoritas de los espectadores del programa. Aunque sus fallas vocales eran evidentes, algunas de sus interpretaciones musicales lograron obtener reconocimiento, al punto de convertir sus versiones de ciertas canciones en sus temas insignias, tal como lo hizo con «Bailando» de Paradisio, «Y yo sigo aquí» de Paulina Rubio, «Quinceañera» de Timbiriche, con el presentador Daniel Bisogno, personificando a «La güera Limantour», «La gloria eres tú» de José Antonio Méndez, «Ladrónzuelo» de La Sonora Santanera,Dime de Aranza y «¿A quién le importa?» de Alaska y Dinarama. Luego de 16 semanas de permanencia en La Academia, en la número 17, el director de la institución la invitó a abandonar el programa, a lo cual ella accedió, convirtiéndose en la primera alumna en retirarse por cuenta propia y no por ser la participante con menos votos del público.
Con las canciones que grabó para la emisión, en 2006 se editó un álbum titulado, Mi sueño en La Academia, el cual fue vendido principalmente en tiendas Elektra. Sin embargo, debido al interés del público hacia ella, el disco fue reeditado meses después por la discográfica Sony&BMG y distribuido por las tiendas de música Mixup, incorporando un DVD con sus mejores momentos dentro del programa, incluyendo su casting. Se estima que las ventas de ambos discos pasaron las 500,000 copias vendidas, y se tenía planeado hacer una gira musical que incluía fechas en el Auditorio Nacional, así también como dos programas de telerrealidad llamados El ABC de Jolette y ¿Donde está Jolette?, incluida también la conducción del programa matutino Tempranito, un protagónico en una telenovela y un segundo disco con temas inéditos. No obstante, nada de esto se llevó a cabo debido a algunos desacuerdos y falta de negociación entre Jolette y TV Azteca, lo que desembocó en un veto televisivo para ella impuesto por dicha empresa, que duró diez años. En este intervalo de tiempo, de 2006 a 2010, realizó sus estudios universitarios en la carrera de ciencias de la comunicación, los cuales curso en el Instituto Tecnológico y de Estudios Superiores de Occidente (ITESO), donde se especializó en radio. Además fue aclamada para participar en el concurso de canto Segunda oportunidad, en el cual jamás intervino.

### 2016-2024: trabajos y vida posterior
Después de que TV Azteca le otorgara su carta de retiró tras varios años de «congelarle» ofertas de trabajo, en 2016, Jolette se integró al panel de críticos de moda en el programa Cuídate de la cámara, en el que permaneció hasta 2020, luego de que este fuera cancelado.
En 2017, Jolette incursionó en el programa de telerrealidad de baile Bailando por un sueño, producido por Televisa. Tras su participación con el concursante Adrián Cavero, fue eliminada en el primer episodio y afirmó haberse «sentido utilizada», ya que solo había sido invitada a formar parte de la producción para generar audiencia.
En 2019, se incorporó al programa Hoy de Televisa con un segmento titulado «Jolettips» en el cual concedía consejos de moda. Aunque hubo un tiempo en el que se dijo había sido sacada del programa, Jolette continuó con su sección y apareciendo como copresentadora recurrente, hasta 2022 donde vuelve al programa Hoy. En septiembre de ese mismo año, se hizo un relanzamiento de su álbum Mi sueño en La Academia en plataformas digitales de música como iTunes, donde ocupó el octavo puesto entre los álbumes más vendidos, y Spotify, donde a tan solo cinco días de su lanzamiento, acumuló un promedio de 8 mil 091 oyentes.
En mayo de 2024, a través de su cuenta oficial de Instagram, aclaró que ella no administraba el perfil ni tampoco se hallaba cobrando o recibiendo regalías por sus canciones distribuidas en la plataforma Spotify.
En enero de 2025 informa el fallecimiento de su padre Francisco Javier Hernández a los 84 años.

## Discografía

### Álbumes
| Año  | Título                                         | Discográfica          |
| 2005 | Mi sueño en La Academia                        | Azteca Music Sony BMG |
| 2005 | La Academia Azteca 4ª Generación (Variaciones) | Azteca Music          |

### Sencillos
| Año  | Título                                | Discográfica |
| 2022 | Bailando (En Vivo)                    | Azteca Music |
| 2022 | Loca (En Vivo)                        | Azteca Music |
| 2022 | La Niña Fresa (feat. Erasmo Catarino) | Azteca Music |
| 2022 | Loca (feat. Silvia Mendivil)          | Azteca Music |

## Filmografía
| Año       | Título                         | Papel      | Notas                                             |
| --------- | ------------------------------ | ---------- | ------------------------------------------------- |
| 2005      | La Academia: Cuarta generación | Ella misma | Participante, Abandona                            |
| 2005      | Historias engarzadas - Jolette | Ella misma | Entrevista biográfica                             |
| 2005      | Ventaneando                    | Ella misma | Invitada                                          |
| 2016–2020 | Cuídate de la cámara           | Ella misma | Crítica de moda                                   |
| 2017      | Bailando por un sueño          | Ella misma | Participante                                      |
| 2019–2022 | Hoy                            | Ella misma | Segmentos «Jolettips» / copresentadora recurrente |
| 2020      | Exa TV                         | Ella misma | Entrevista                                        |
| 2022      | La caminera                    | Ella misma | Entrevista / programa de radio de Exa FM 104.9    |